# Tofteryds landskommun
Tofteryds landskommun var en tidigare kommun i Jönköpings län.

## Administrativ historik
När 1862 års kommunalförordningar trädde i kraft den 1 januari 1863 inrättades i Sverige cirka 2 400 landskommuner samt 89 städer och ett mindre antal köpingar.
Då inrättades i Tofteryds socken i Östbo härad i Småland denna kommun. Inom landskommun inrättades år 8 oktober 1920 Skillingaryds municipalsamhälle.Vid kommunreformen 1952 delades denna landskommun upp så att en del gick till Klevshults landskommun och municipalsamhället med kringområdet bildade Skillingaryds köping. Båda dessa landskommuner uppgick 1971 i Vaggeryds kommun.

## Politik

### Mandatfördelning i Tofteryds landskommun 1938-1946
|  | 7 | 4 | 10 | 3 |

| 25 |

| 9 |  | 4 | 8 | 3 |

| 25 |

| 9 |  | 4 | 8 | 3 |

| 23 |